# Xenagama
Xenagama es un género de reptiles escamosos de la familia Agamidae.

## Especies
Se reconocen las siguientes especies:
- Xenagama batillifera
- Xenagama taylori